# Emanuel Swedenborg
Emanuel Swedenborg, do 1719. Swedberg, (Stockholm, 29. siječnja 1688. − London, 29. ožujka 1772.), švedski znanstvenik, filozof, teolog i mistik.
Rodio se kao Emanuel Swedberg. Godine 1719., zahvaljujući visokim postignućima svoga oca, Jespera Swedberga, Emanuel i njegova braća i sestre dobivaju plemićku titulu te mijenjaju obiteljsko ime u Swedenborg (tada je u Švedskoj običaj bio da djeca biskupa dobivaju tu počast).
Emanuel Swedenborg bavio se raznim područjima, poput metalurgije, mineralogije, kemije, geologije, anatomije, fiziologije, psihologije, paleontologije, biologije, astronomije, čak je pisao i pjesme, na latinskom, od kojih su mu neke objavljene već za života. Poliglot, služio se latinskim, engleskim, njemačkim, francuskim, talijanskim, grčkim, latinskim, hebrejskim i, naravno, švedskim. Svojim je teološkim djelima utjecao na mnoge, među kojima se ističu: Honoré de Balzac, Charles Baudelaire, William Blake, Jorge Luis Borges, Samuel Taylor Coleridge, Ralph Waldo Emerson, Johann Wolfgang von Goethe, Immanuel Kant, Ezra Weston Loomis Pound, August Strindberg, da nabrojimo samo neke.
Dvije stvari koje će odrediti Swedenborgov životni put i usmjerenja sastavni su dio obitelji te se on neminovno sretao s njima od najranijeg djetinjstva; bile su to teologija (njegov je otac bio profesor teologije, a kasnije i biskup u Skari) i rudarstvo  (u to je vrijeme rudarstvo vodeća grana švedske privrede i time izvor egzistencije mnogih utjecajnih obitelji).
Obitelj se 1692. godine seli u Uppsalu gdje se Emenuel 1699. godine upisuje na Sveučilište. Nakon studija, 1710. godine putuje Engleskom, Nizozemskom, Francuskom, Njemačkom. Putujući znanstvenim središtima, Swedenborg intenzivno uči, osobito se zanimajući za prirodne znanosti. Proučavao je djelo Isaaca Newtona, Roberta Boyla, učio je i matematiku, a radio je i s poznatim astronomom Johnom Flamsteedom namjeravajući čak osnovati opservatorij po povratku u Švedsku, što se zbog teškog materijalnog stanja u zemlji nije dogodilo.
Vrativši se 1715. godine u domovinu, Swedenborg ima čak četrnaest izuma popraćenih iscrpnim mehaničkim i matematičkim proračunima te crtežima. Tu treba spomenuti podmornicu, zrakoplov, mehaničku kočiju, staklenik…
Izdavao je prvi švedski znanstveni časopis pod nazivom Daedalus Hyperboreus, koji je trebao doprinijeti razvoju mehanike i manufakture u Švedskoj, čime bi se poboljšala i loša ekonomska situacija u zemlji.
U to vrijeme Swedenborg objavljuje izvješća i traktate i iz kozmologije, matematike, teologije, anatomije, potom članke o senzornoj percepciji, a objavio je i svoju metodu određivanja geografskog položaja na moru pomoću Mjeseca. Tu su i djela iz metalurgije i rudarstva, a radio je i na vojnim projektima pod pokroviteljstvom Karla XII., kralja s izrazitim osvajačkim ambicijama.
Nakon smrti pomajke, koja ga je nasljedstvom materijalno osigurala, Swedenborg 1721. godine ponovno kreće na putovanje, u Nizozemsku, Englesku, Francusku, Italiju, Austro–Ugarsku, Njemačku. Te godine tiska i svoju prvu knjigu pod naslovom Kemija.
Godine 1734. izdaje u Leipzigu djelo Opera Philosophica et Mineralia u kojem predstavlja svoju teoriju o materiji koja se sastoji od čestica koje su djeljive do u beskonačnost, a koje se uz to neprekidno kreću; čestice se sastoje od manjih čestica također prisiljenih na neprekidno gibanje. Teorija evidentno podsjeća na današnju predodžbu o atomima sastavljenim od partikula, sve u neprekidnom kretanju. Umovao je i o odnosu uma i materije, tijela i duha te je došao do zaključka kako je duša također materijalna. 
Nakon očeve smrti počinje se još više baviti ljudskom dušom. Odbacuje svoje mehanicističko polazište i okreće se organicističkom – sve ima božansku dušu. U svojoj potrazi za dušom čak je počeo intenzivno proučavati ljudsku anatomiju. Osobito se usredotočio na krv i mozak misleći da je tu najbliže odgovorima. Uglavnom je prikupljao mikroskopske i eksperimentalne činjenice i iz njih izvodio vlastite zaključke. Svojim je proučavanjima pridonio lociranju mentalnih procesa, no, unatoč tome, njegov je rad na ovom području ostao gotovo potpuno neprimijećen, a kada je ponovno otkriven u 19. st., znanost je već dobrano odmakla.
Proučavanje anatomije završilo je religioznim krizama o kojima nam je ostavio svjedočanstvo u tzv. Dnevniku snova.
Prvu mističnu viziju Krista doživio je 7. travnja 1744. godine. Njegovo definitivno napuštanje proučavanja znanosti dogodilo se godinu dana poslije, u travnju 1745. godine nakon druge mistične vizije. Bilo je to u Londonu, za vrijeme ručka, kada se pojavila nejasna figura u kutu koja mu je rekla da ne jede toliko. Te ga je noći probudila ista prilika predstavivši se kao Krist i obavijestivši ga da je izabran da obznani unutrašnje, duhovno značenje Biblije.
Nakon ove vizije, sve do svoje smrti, Swedenborg je gotovo svakodnevno imao vizije duhovnog svijeta, uključujući iscrpne razgovore s anđelima i duhovima umrlih. Shvativši svoj zadatak ozbiljno, napravio je ekstenzivne bilješke na odlomke iz Biblije, no nije ih dovršio, a izdane su postumno u čak devet svezaka.
Najpoznatiji aspekt njegove teologije je doktrina o duhu. Osnova svega je sloboda ljudske volje koja nam omogućuje da sami odlučujemo o svojoj volji. Nakon smrti, duša se kristalizira u onu vrstu ljubavi koja je dominirala individuom tijekom njezina života. Nagrada i kazna su stanja, ne posljedice, a raj ili pakao su u nama samima.
Sve do svoje smrti, 29. ožujka 1772. godine, objavljivao je djela teološkoga karaktera. 
Pokopan je u Londonu, a na 225. godišnjicu njegova rođenja (1912./1913.) njegovi su ostaci preseljeni u katedralu u Uppsali gdje počiva do čuvenog botaničara Carla von Linnéa.
Njegovi sljedbenici nedugo nakon njegove smrti osnivaju društva posvećena proučavanju njegove misli. Ta društva (Swedenborgian societies) tvore jezgru Crkve Novog Jeruzalema (the Church of the New Jerusalem) ili Novu Crkvu (New Church). Crkva je prvo organizirana u Londonu 1787. godine, potom u SAD–u 1792. godine i drugdje. Njegovi sljedbenici, tzv. svedenburžani (Swedenborgians), imaju udruženja i misije u mnogim dijelovima svijeta održavajući Swedenborgova djela i misli živima.

## Vanjske poveznice
- Sva teološka djela na engleskom i latinskom jeziku
- Swedenborgova teološka djela na hrvatskom jeziku  Arhivirana inačica izvorne stranice od 28. rujna 2007. (Wayback Machine)
- Kratki dokumentarni filmovi o Swedenborgu na engleskom jeziku  Arhivirana inačica izvorne stranice od 27. srpnja 2017. (Wayback Machine)